# Olivier Mbaizo
Olivier Mbaizo (* 15. August 1997 in Douala) ist ein kamerunischer Fußballspieler.

## Karriere

### Klub
Von Union Douala wechselte er Anfang 2017 zum Rainbow FC Bamenda. Ende Januar 2018 folgte dann der Wechsel in die USA, wo er zuerst für Bethlehelm Steel in der USLC spielte. Aber auch für Philadelphia Union, dessen Farm-Team die Mannschaft ist, kam er in der MLS-Saison 2018 schon einmal zum Einsatz. Dies war ein 2:0-Sieg über Sporting Kansas City am 23. September 2018, als er in der Startelf stand, jedoch in der 85. Minute verletzt gegen Keegan Rosenberry ausgewechselt werden musste. In der Spielzeit 2020 gewann er mit seiner Mannschaft den Supporters Shield.

### Nationalmannschaft
Sein Debüt für die kamerunische Nationalmannschaft hatte er am 6. September 2016 bei einem 2:1-Freundschaftsspielsieg über Gabun, als er in der 88. Minute für Michael Ngadeu-Ngadjui eingewechselt wurde. Danach kam er noch ab 2020 bei der Qualifikation zum Afrika-Cup 2022 sowie ab 2021 in der Qualifikation zur Weltmeisterschaft 2022 zum Einsatz. Nach der erfolgreichen Qualifikation war er auch Teil des Kaders seiner Nationalmannschaft beim Afrika-Cup 2022 und kam hier in einem Gruppenspiel sowie dem Viertelfinale und dem Spiel um den 3. Platz zum Einsatz.